# Da Game Is to Be Sold, Not to Be Told
Da Game Is to Be Sold, Not to Be Told — третій студійний альбом американського репера Snoop Dogg, випущений 4 серпня 1998 року через No Limit Records і Priority Records. Це його перший альбом після його відходу з Death Row Records у січні 1998 року і перший альбом під скороченим псевдонімом Snoop Dogg. На ньому також вперше відсутні колеги Снупа, такі як Dr. Dre, Nate Dogg, Warren G та інші.

## Про альбом
У вересні 1996 року, незадовго до виходу другого альбому Снупа Tha Doggfather, його друга та колегу по лейблу Death Row Records Тупака Шакура було вбито під час стрілянини, яку багато шанувальників та інших реперів вважали частиною напруги між хіп-хоп сценами Східного та Західного узбережжя. У березні 1997 року головний репер Східного узбережжя The Notorious B.I.G., також був убитий під час стрілянини.
Снуп Догг почав побоюватися за власну безпеку через вбивства Тупака та Біггі, а також через те, що Death Row Records був визнаний дуже непрофесійним місцем у цей час, тому що засновник лейблу Шуґ Найт був ув’язнений, а багато людей на лейблі притягнуто до кримінальної відповідальності в минулому.
У 1997 році репер No Limit Records Mystikal запросив Снупа взяти участь у своєму альбомі Unpredictable у пісні під назвою «Gangstas» з головою лейблу Master P. У Снупа склалися хороші стосунки з реперами No Limit, і після чергової появи як гостя на платівці артиста No Limit Silkk the Shocker, як повідомлялося, у березні 1998 року Снуп підписав контракт з No Limit Records.
Звучання цього альбому значно відрізняється від його двох попередніх альбомів. В альбомі брали участь переважно виконавці No Limit, і він відрізнявся від перших двох альбомів Снуп Догга, які були виключно «західними». Альбом розповідає про життя Снуп Дога як гангстера, про його дружину, нещасне дитинство і проблеми з Death Row Records.

## Комерційний успіх
Da Game Is to Be Sold, Not to Be Told дебютував під номером один у чарті Billboard 200, продавши 520 000 копій за перший тиждень. Це третій альбом Снуп Догга поспіль, який зайняв перше місце в США. Він провів п’ять тижнів поспіль у першій десятці Billboard 200. 22 жовтня 1998 року альбом був сертифікований двократно платиновим. Станом на 18 листопада 1998 року альбом був проданий тиражем у 2,5 мільйона копій у Сполучених Штатах. Станом на березень 2008 року альбом розійшовся тиражем понад 4,4 мільйона копій у Сполучених Штатах, що зробило його другим найбільш продаваним альбомом Снуп Догга в країні, поступаючись лише дебютному Doggystyle 1993 року.

## Критика
На відміну від двох його попередніх студійних альбомів, Da Game Is to Be Sold, Not to Be Told отримав загалом негативні чи помірні відгуки, дехто відзначив, що це один із найслабших альбомів Снуп Догга. 
The Source дав йому 3,5 мікрофона з 5, сказавши: «Лише кілька MC із Заходу коли-небудь отримували стільки визнання та визнання з інших регіонів... Останній солдат No Limit не намагається розгойдати човен своїм третім альбомом... яскравий вокаліст дуже радий бути з найкращою реп-командою». Ентоні ДеКертіс з Rolling Stone дав альбому 2 зірки з 5, сказавши, що роботам Снупа не вистачає впевненості та оригінальності, які демонструвалися в його попередніх альбомах.
Сайт музичного агрегатора Album of The Year дав «Da Game Is to Be Sold, Not to Be Told» середню оцінку критиків 42 балів зі 100, в результаті чого він став альбомом з найнижчими оцінками критиків у 1998 році.

## Список композицій
| #     | Назва                                                                                 | Автор | Продюсер(и)                | Тривалість |
| ----- | ------------------------------------------------------------------------------------- | --- | -------------------------- | ---------- |
| 1.    | «Snoop World» (за участю Master P)                                                    | C. Broadus, P. Miller, C.S. Lawson | KLC                        | 5:20       |
| 2.    | «Slow Down» (за участю Mia X)                                                         | C. Broadus, M. Young, O. Vickers, A. Thomas, J. Eugene, C. McIntosh, S. Nichol | O'Dell                     | 4:10       |
| 3.    | «Woof!» (за участю Fiend та Mystikal)                                                 | C. Broadus, R. Jones, M. Tyler, C. Miller, V. Miller, M. Phipps, J. Tapp, Awood Johnson, E. Knight, C. Smith, C. Bazile, P. Miller, W. Collins, G. Clinton Jr.                                                                   | Craig B, Master P          | 4:22       |
| 4.    | «Gin & Juice II»                                                                      | C. Broadus | Carlos Stephens            | 3:36       |
| 5.    | «Show Me Love»                                                                        | C. Broadus, C. Wilson, M. Jordan | DJ Pooh                    | 3:53       |
| 6.    | «Hustle & Ball»                                                                       | C. Broadus | O'Dell                     | 3:26       |
| 7.    | «Don't Let Go»                                                                        | C. Broadus | DJ Darryl                  | 3:47       |
| 8.    | «Tru Tank Dogs» (за участю Mystikal)                                                  | C. Broadus, M. Tyler, C.S. Lawson | KLC                        | 3:55       |
| 9.    | «Whatcha Gon Do?» (за участю Master P)                                                | C. Broadus, P. Miller | Master P                   | 2:37       |
| 10.   | «Still a G Thang»                                                                     | C. Broadus | Meech Wells                | 4:20       |
| 11.   | «20 Dollars to My Name» (за участю Fiend, Master P, Silkk the Shocker та Soulja Slim) | C. Broadus, R. Jones, P. Miller, V. Miller, J. Tapp | Master P                   | 4:09       |
| 12.   | «D.O.G.'s Get Lonely 2» (за участю Jon B)                                             | C. Broadus, T. Kelley, B. Robinson, J.D. Buck, M. Wells | Meech Wells, Snoop Dogg    | 3:15       |
| 13.   | «Ain't Nut'in Personal» (за участю C-Murder and Silkk the Shocker)                    | C. Broadus, C. Miller, A. Sausa, V. Miller, C. Bazile | Craig B                    | 3:37       |
| 14.   | «DP Gangsta» (за участю C-Murder та Едді Гріффіна)                                    | C. Broadus, C. Miller, E. Griffin, C. Bazile, S. Arrington, L. Bonner, C.C. Carter, B. Hank, O. Jackson, R. Middlebrooks, W. Morrison, B. Napier, A. Noland, R. Parker, L. Patterson, M. Pierce, G. Webster, E. Wright, A. Young | Craig B                    | 4:53       |
| 15.   | «Game of Life» (за участю Steady Mobb'n)                                              | C. Broadus, A. Sausa, C. Stephens | Carlos Stephens            | 3:52       |
| 16.   | «See Ya When I Get There» (за участю C-Murder та Mystikal)                            | C. Broadus, C. Miller, M. Tyler, K. Clizark, M. Wells | Meech Wells, Keith Clizark | 3:20       |
| 17.   | «Pay for Pussy» (за участю Big Pimpin')                                               | C. Broadus, D. Williams | Snoop Dogg                 | 1:43       |
| 18.   | «Picture This» (за участю Mia X)                                                      | C. Broadus, M. Young, C. Bazile | Craig B                    | 2:31       |
| 19.   | «Doggz Gonna Get Ya» (за участю Mac)                                                  | C. Broadus, M. Phipps, C.S. Lawson, A. Colandreo, L. Parker | KLC                        | 4:59       |
| 20.   | «Hoes, Money & Clout»                                                                 | C. Broadus | Soopafly                   | 3:21       |
| 21.   | «Get Bout It & Rowdy» (за участю Master P)                                            | C. Broadus, P. Miller, C.S. Lawson | KLC                        | 4:22       |
| 79:28 |                                                                                       | |                            |            |

## Чарти
| Чарт (1998)                                          | Пікова позиція |
| ---------------------------------------------------- | -------------- |
| Австралія Australian Albums (ARIA)                   | 14             |
| Австрія Austrian Albums (Ö3 Austria)                 | 34             |
| Канада Canadian Albums (Billboard)                   | 4              |
| Канада Canadian R&B Albums (SoundScan)               | 1              |
| Франція French Albums (SNEP)                         | 44             |
| Німеччина German Albums (Media Control)              | 24             |
| Нова Зеландія New Zealand Albums (Recorded Music NZ) | 11             |
| Нідерланди Dutch Albums (MegaCharts)                 | 39             |
| Швеція Swedish Albums (Sverigetopplistan)            | 34             |
| Швейцарія Swiss Albums (Schweizer Hitparade)         | 50             |
| Велика Британія UK Albums (OCC)                      | 28             |
| Велика Британія UK R&B Albums (OCC)                  | 4              |
| США Billboard 200                                    | 1              |
| США Top R&B/Hip-Hop Albums (Billboard)               | 1              |

| Чарт (1998)                            | Позиція |
| -------------------------------------- | ------- |
| США Billboard 200                      | 42      |
| США Top R&B/Hip-Hop Albums (Billboard) | 12      |

## Сертифікації
| Регіон                                             | Сертифікація  | Продажі   |
| -------------------------------------------------- | ------------- | --------- |
| Канада (Music Canada)                              | Платиновий    | 100 000^  |
| Велика Британія (BPI)                              | Срібний       | 60 000^   |
| США (RIAA)                                         | 2× Платиновий | 2,085,000 |
| ^відвантаження, що базуються лише на сертифікаціях |               |           |